# Daniel Podence
Daniel Castelo Podence (* 21. Oktober 1995 in Oeiras) ist ein portugiesischer Fußballspieler auf der Position des Linken Mittelfeldspielers. Aktuell steht er bei Al-Shabab unter Vertrag.

## Karriere

### Verein
Daniel Podence begann in der Jugend des portugiesischen Erstligisten Belenenses Lissabon im Alter von acht Jahren mit dem Fußballspielen. Mit 10 wechselte er zum Nachbarclub Sporting Lissabon, für den er bis 2014 in den jeweiligen Jugendmannschaften auflief. Sein Debüt im Herrenbereich gab er für die Zweite Mannschaft des Hauptstadtclubs in der Zweiten portugiesischen Liga. Für das Reserveteam spielte Podence zwischen 2013 und 2016 in insgesamt 79 Ligaspielen, in denen er neun Tore erzielte. Der ersten Mannschaft blieb er noch bis 2018 treu, kam in vier Jahre allerdings nur auf 25 Einsätze in der Primeira Liga.
Zwischenzeitlich wurde er eine Saison lang an den Ligakonkurrenten Moreirense FC verliehen. In der Saison 2016/17 erzielte er in 14 Spielen für den Club vier Tore, bevor er zu Sporting zurückkehrte.
Im Sommer 2018 wechselte Podence zum griechischen Rekordmeister Olympiakos Piräus in die Super League. Dort unterschrieb er einen Vertrag bis 2022. Die erste Saison mit Piräus endete mit dem Vizemeistertitel hinter PAOK Thessaloniki. Mit dem Club nahm er auch an der Europa League teil. Dort bestritt er 12 Spiele, in denen er ein Tor erzielte, und am Ende im Sechzehntelfinale Dynamo Kiew mit 2:3 unterlag. Durch den Vizemeistertitel 2019 musste die Mannschaft in die Playoffs für die Qualifikation zur Champions League 2019/20. Nach Siegen gegen Viktoria Pilsen, Istanbul Başakşehir FK und den FK Krasnodar gelang die Qualifikation zur Gruppenphase. Dort traf Olympiakos im Auftaktspiel der Gruppe B auf Tottenham Hotspur, das mit einem 2:2 endete. Podence sorgte mit seinem ersten Champions-League-Tor für den zwischenzeitlichen 1:2-Anschlusstreffer.
Am 30. Januar 2020 wechselte Podence im Rahmen eines Viereinhalbjahresvertrags für eine Ablösesumme von 16,9 Millionen Pfund zum englischen Premier-League-Klub Wolverhampton Wanderers.
Im September 2023 kehrte er per Leihe zu Olympiakos zurück. Mit ihnen gewann er am 29. Mai 2024 das Conference-League-Finale gegen den AC Florenz.
Am 3. September 2024 schloss sich Podence dem saudi-arabischen Verein Al-Shabab an.

### Nationalmannschaft
Podence durchlief die Jugendmannschaften der Nationalmannschaft Portugals. Am 14. Oktober 2020 debütierte er unter Nationaltrainer Fernando Santos im Rahmen eines Nations-League-Gruppenspiels gegen Schweden in der A-Nationalmannschaft.